# Hellmühler Fließ
Das Hellmühler Fließ ist ein natürliches Gewässer im Landkreis Barnim im Nordosten Brandenburgs. In seinem Lauf von Westen nach Osten folgt das Fließ weitgehend einem von der Eiszeit gebildeten System von Rinnenseen, bestehend aus Liepnitzsee, Obersee und Hellsee, die es nacheinander in Richtung Biesenthaler Becken entwässert. Südwestlich von Biesenthal mündet das Fließ in den Regesesee, dem Ursprung des Flusses Finow. Die Gesamtlänge des Hellmühler Fließes beträgt vom Austritt aus dem Liepnitzsee rund 7,5 Kilometer.

## Ersterwähnungen, Etymologie und Mühle

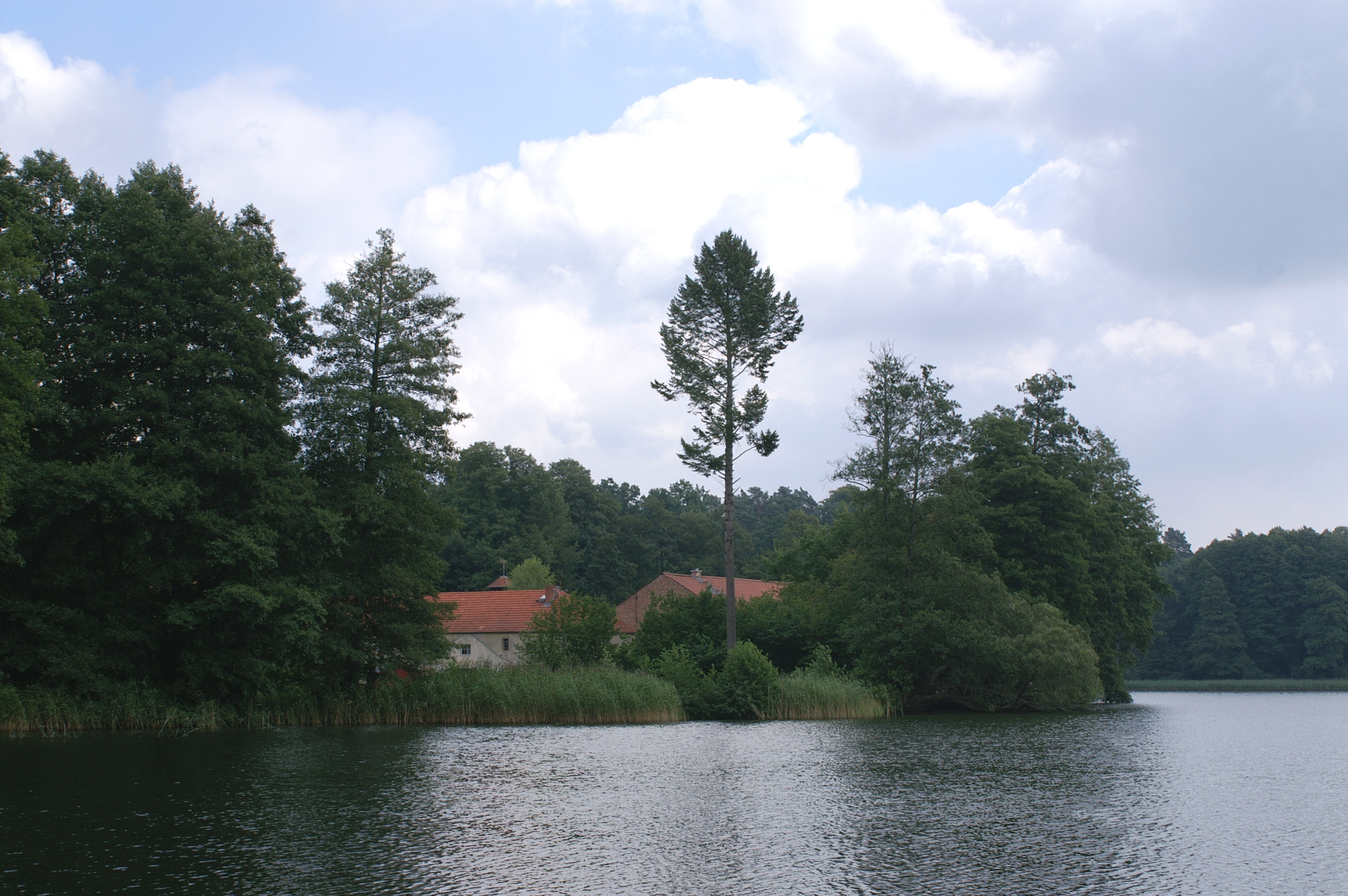
Die Hofanlage der Hellmühle von der Seeseite

Das Fließ hieß ursprünglich Hellfließ. Soweit bekannt, wurde es erstmals 1564 mit dem Eintrag im hellen flies schriftlich erwähnt. 1745 verzeichnete das Messtischblatt Biesenthal den Bach als Hellmühlsche... Fließ. Den Namen trägt das Gewässer nach der Hellmühle, die bereits 1347 unter molendium dictum helle urkundlich genannt wurde. Der Urkunde von 1347 gab Adolph Friedrich Riedel im Codex diplomaticus Brandenburgensis die Überschrift: Markgraf Ludwig vereignet dem Rath zu Bernau die Helle-Mühle, um einen Altar damit zu bewidmen, am 26. Oktober 1347. Das Landbuch Karls IV. listete die Mühle 1375 als dy helle mole. Den Namen stellt das Brandenburgische Namenbuch zu Hölle. Die Mühle wurde bis in die 1920er Jahre betrieben. Ab 1950 war in dem Gebäudekomplex ein Landschulheim, danach eine Jugendherberge untergebracht. Seit 1989 stand das Gebäude leer, wird aber gegenwärtig (2012) restauriert und einer neuen Nutzung zugeführt.

## Geografie

### Quelle
Das Hellmühler Fließ nimmt seinen Anfang mit dem Ausfluss am östlichen Ende des Liepnitzsees. Zu finden ist auch die Auffassung, dass das Fließ seinen Ursprung in einem sumpfigen Gelände westlich des Sees habe, nach ca. 300 Metern in diesen einmünde und dann den gesamten See von West nach Ost durchfließe. Angesichts der geringen Wassermenge, die aus dem genannten Quellgebiet in den See gelangt, erscheint diese Auffassung fragwürdig.

### Verlauf

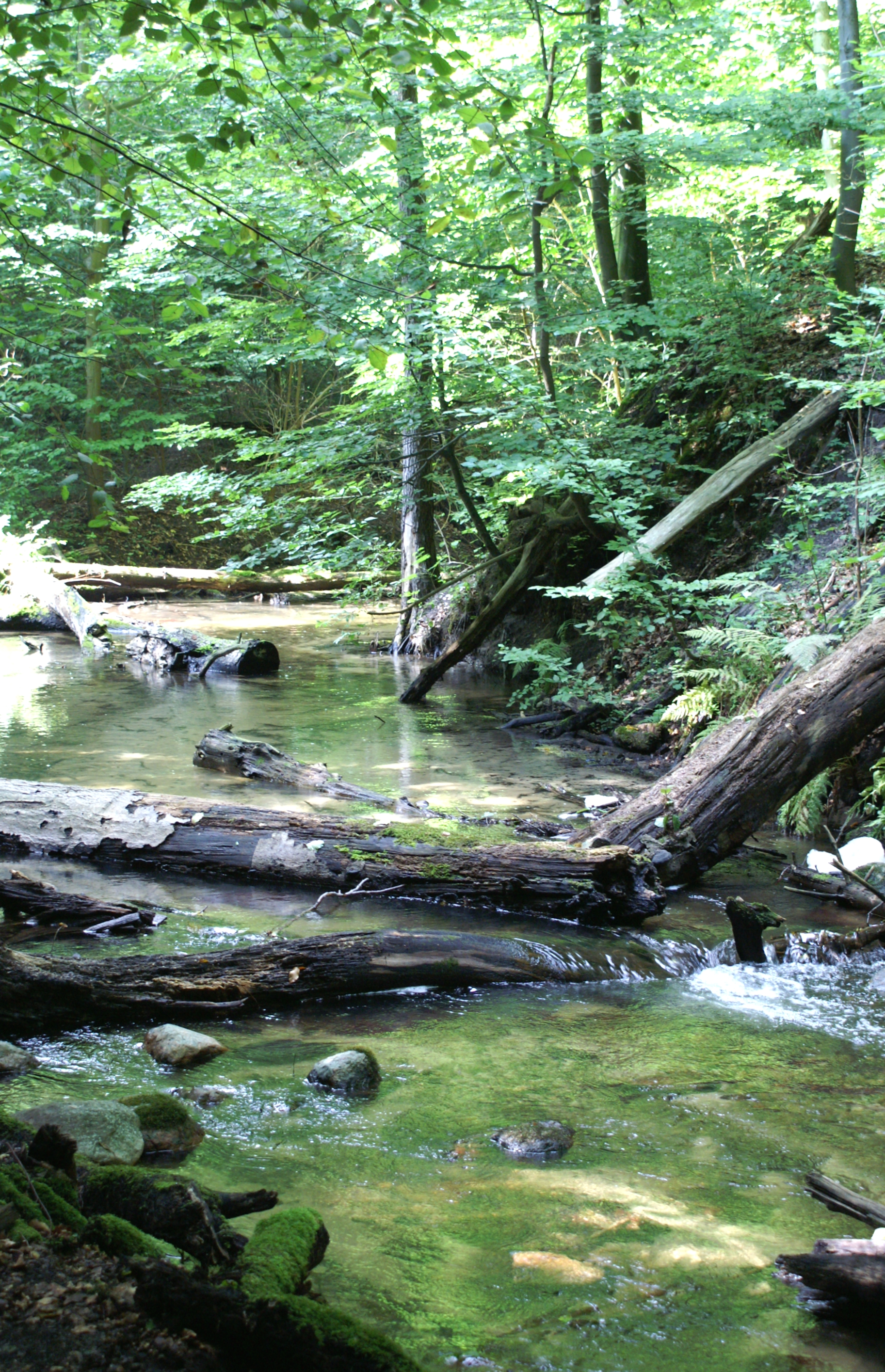
In der Buchenschlucht

Am östlichen Ende des Sees, gesäumt von Schilfgürteln und Feuchtwiesen, verlässt das Fließ den Liepnitzsee in Richtung Lanke. Bei Ützdorf, einem Ortsteil von Lanke, unterquert der Bach die Landesstraße 29 und passiert die an seinem linken Ufer liegende Jugendherberge Ützdorf. Nach ca. 1,1 Kilometern erreicht der Bach unterhalb einer Brücke der BAB 11 den Obersee, den es am gegenüberliegenden Ostufer in der Ortslage von Lanke wieder verlässt. Nach Passieren des Dorfes und des am linken Ufer gelegenen Schlosses Lanke – hier ist das Hellmühler Fließ integrierter Bestandteil des einst von Lenné angelegten und heute verwilderten Schlossparks – erreicht der Bach den Hellsee.
Am südöstlichen Ende des Sees liegt die „Hellmühle“, der das Fließ seinen Namen verdankt. In unmittelbarer Nähe zur ehemaligen Mühle verlässt der Bach den langgezogenen Hellsee und fließt – vorerst nach Norden, dann sich nach Osten wendend – in Richtung des Biesenthaler Beckens. Vor Erreichen des während der Weichsel-Kaltzeit vor ca. 15.000 Jahren geformten Beckens passiert das Hellmühler Fließ die sogenannte „Buchenschlucht“. Dabei handelt es sich um eine pleistozäne Schmelzrinne, die sich tief in den das Biesenthaler Becken im Westen begrenzenden Endmoränenbogen geschnitten hat. Die Schlucht bildet den landschaftlich schönsten Abschnitt des gesamten Bachverlaufes und wird von Einheimischen auch als „Biesenthaler Schweiz“ bezeichnet. Das Tal ist Lebensraum des Eisvogels.

### Mündung
Nach Passieren der Buchenschlucht erreicht das Hellmühler Fließ das Naturschutzgebiet Biesenthaler Becken, zu dessen Ausformung als Feuchtgebiet es wesentlich beiträgt. Erlenbruchwälder, Feuchtwiesen, Schilfröhrichte liegen an seinem Verlauf und bilden den Lebensraum für zahlreiche schützenswerte Pflanzen und Tiere. Kurz vor Biesenthal vereint sich das Hellmühler Fließ im Regesesee mit dem Rüdnitzer Fließ. Gemeinsam bilden sie den Ursprung des Flusses Finow.

## Freizeitwert
Von Lanke entlang des Hellsees bis zum Biesenthaler Becken verläuft der 66-Seen-Rundweg in unmittelbarer Nähe des Hellmühler Fließes. Im Bereich zwischen Hellsee und Biesenthal ist das Fließ zugleich Teil einer der zehn NaturaTrail-Routen, die vom Verein der NaturFreunde Land Brandenburg mit dem Ziel entwickelt wurden, Naturschätze mit allen Sinnen erlebbar zu machen.